# پژکوپ (شهرستان گیژتسکو)
پژکوپ (به لهستانی:  Przykop) یک روستا در لهستان است که در گمینا میوکی واقع شده‌است.